# Нужды путешественника
«Нужды путешественника» (кор. 여행자의 필요) — художественный фильм южнокорейского режиссёра Хон Сансу, снятый на корейском, французском и английском языках, с Изабель Юппер в главной роли. Премьера состоялась в феврале 2024 года в рамках основной программы 74-го Берлинского международного кинофестиваля. Картина получила Гран-при жюри.

## Сюжет
Главная героиня фильма — француженка, приехавшая в Южную Корею. Оставшись без денег, она находит приют у случайно встреченного студента и начинает преподавать французский язык с помощью особых техник: ученики рассказывают по-корейски о своих эмоциях, а потом заучивают французский перевод.

## В ролях
- Изабель Юппер
- Ли Хеён
- Квон Хэхё
- Чо Юнхи
- Ха Сонгук
- Ким Сынюн

## Премьера и восприятие
Премьера картины состоялась в феврале 2024 года на 74-м Берлинском международном кинофестивале. Фильм был включён в основную программу и получил Гран-при жюри. Директор фестиваля Карло Шатриан рассказал, что «Нужды путешественника» «представляют собой квинтэссенцию способа создания фильмов, противопоставляющих творчество диктату бюджета».
Российский кинокритик Андрей Плахов в своей рецензии пишет, что «Нужды путешественника» «полны грусти и меланхолии». Он высоко оценил сценарий и работу Изабель Юппер. Обозреватель портала «Профисинема» охарактеризовал картину как «очередной максимально расслабленный, созерцательный фильм», который сможет порадовать «разве что преданных поклонников» Хон Сансу в силу своей предсказуемости.